# Brent Cotton
Brent Cotton (Blackfoot, 1972) é um pintor estadunidense. Criado em Idaho, suas primeiras lições de arte foram ensinadas por sua avó aquarelista.
Ele iniciou uma carreira como escultor de entalhes em madeira. Passou a se concentrar na pintura e frequentou diversas oficinas, incluindo uma com Howard Terpning em 1997, e seguiu a tradição de pintura do oeste americano, sendo interessado em temas de vida selvagem e pesca. Hoje, ele é conhecido por seguir um estilo tonalista/luminista de pintura de paisagens. Vários museus dos Estados Unidos receberam exposições de suas obras, ele é representado por diversas galerias e suas pinturas se encontram em muitas coleções privadas e corporativas no exterior. Colecionadores incluem Oprah Winfrey, Tom Brokaw e Brent Musberger. Ele recebeu premiações nacionais no "Arts for the Parks top 100" em 1997 e 2003 e foi o primeiro recipiente do "CM Russell Museum CEO Award" em Montana. Cotton vive em Stevensville, Bitterroot Valley.

## Prêmios
- Eiteljorg Museum of American Indians and Western Art em Indianápolis, Quest for the West, Victor Higgins Award, por Melhor Conjunto da Obra, 2019[6][5]
- National Cowboy & Western Heritage Museum em Oklahoma City, Prix de West Invitational, Wilson Hurley Memorial Award, por Melhor Paisagem, 2018[2][6]
- Western Rendesvouz of Art, Award of Excelence, 2012[2]
- Western Rendesvouz of Art, People's Choice Award, 2012[2]
- Oil Painters of America, Award of Excelence, 2009[2]
- CM Russell Museum, CEO Award, em Great Falls, Montana, 2005[2][7]
- Arts for the Parks top 100, People's Choice, pela pintura a óleo Evensong, 2003[2][7][8]
- Arts for the Parks top 100, Region 3 Award, pela pintura a óleo Evensong, 2003[2][7]
- Parque Nacional Glacier, Artist-in-Residence, 2001[2]
- Arts for the Parks top 100, 1997[2][7]